# Первичная ювенильная глаукома

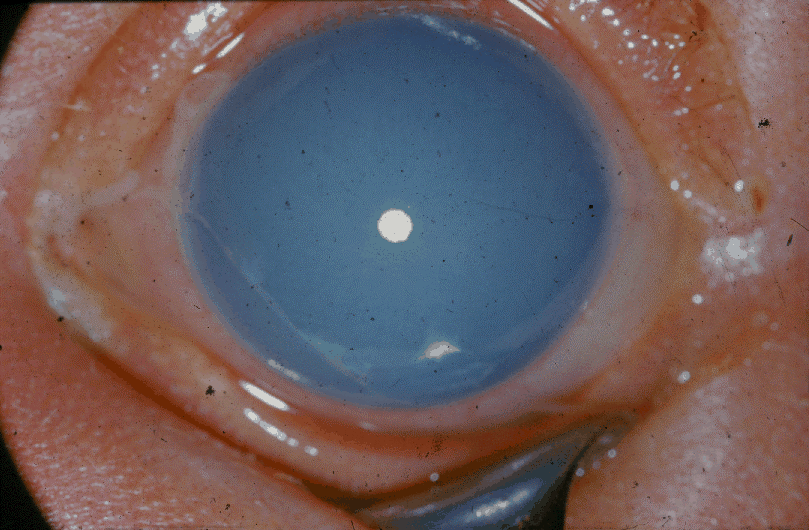
Глаукома у ребёнка 2 месяцев.

Первичная ювенильная глаукома — глаукома несовершеннолетних, которая развивается из глазной гипертензии либо при рождении, либо в течение первых нескольких лет жизни. Это происходит по причине нарушений развития угла передней камеры, препятствующих оттоку жидкости, при отсутствии системных аномалий или других глазных пороков.

## Внешние глазные признаки
Обычно младенца с врожденной глаукомой показывают офтальмологу из-за явно видимого отека роговицы, так как стандартная триада признаков — слезоточение, блефароспазм и светобоязнь обычно не привлекает внимание родителей до этого.

## Диагноз
Диагноз клинический. Внутриглазное давление (ВГД) может быть измерено в офисе с помощью тонометра Тонопен или ручного гольдмановского тонометра, предварительно спеленав младенца. Как правило, ВГД у нормальных младенцев находится в диапазоне 11—14 мм рт. Буфтальмия (расширение глазного яблока) и стрии Хааба также нередко видны в случае врожденной глаукомы.

## Генетика
Некоторые родословные имеют первичную врожденную аутосомно-доминантню наследственность, но были идентифицированы три основных аутосомно-рецессивный локуса:
- GLC3A — на хромосоме 2 (2p21);
- GLC3B — на хромосоме 1 (1p36);
- GLC3C — на хромосоме 14 (14q24.3).

## Дифференциальный диагноз
Помутнение роговицы может иметь множество причин. Помутнения роговицы, которые являются результатом наследственных дистрофий, обычно симметричны. Расширение роговицы может быть результатом мегалокорнеа — состояние, при котором диаметр роговицы больше обычного, а в остальном глаз нормальный.

## Системные ассоциации
Два из наиболее часто встречающихся заболеваний, которые могут быть связаны с врожденной глаукомой являются аниридия и энцефалотригеминальный ангиоматоз.

## Лечение
Для врожденной глаукомы хирургическое лечение предпочтительней медикаментозному. Если роговица прозрачная, то следует выбирать между гониотомией и трабекулотомией или проникающей трабекулоэктомией (ab externo), если роговица непрозрачная.
Показатели эффективности обеих лазерных процедур у больных с прозрачной роговицей одинаковы. К трабекулоэктомии и шунтирующим процедурам следует прибегать, если гониотомия или трабекулотомия не дали эффекта. Циклофотокоагуляция бывает необходима в некоторых трудноизлечимых случаях, но по возможности её следует избегать из-за риска неблагоприятного воздействия на хрусталик и сетчатку.

## Эпидемиология
В США заболеваемость первичной врожденной глаукомой составляет около одного случая на 10 000 родившихся живыми; во всем мире заболеваемость колеблется от низкого уровня 1:22 000 в Северной Ирландии до высоких уровней 1:2500 в Саудовской Аравии и 1:1250 среди цыган в Румынии. Примерно в двух третях случаев заболевание носит двусторонний характер. Распределение по половому признаку зависит от географии. В Европе и Северной Америке чаще встречается у мальчиков, в Японии чаще у девочек.
Врожденная глаукома
- Заболеваемость: один из каждых 10000—15000 живорожденных.
- Двусторонняя в 80 % случаев.
- Большинство случаев являются спорадическими (90 %). Тем не менее, в оставшихся 10 %, как представляется, наличествует сильный семейный компонент.